# Marantaceae
Marantaceae је фамилија монокотиледоних биљака из реда Zingiberales, присутна у свим савременим системима класификације скривеносеменица. Обухвата 31 род са 550 врста. Врстама најбогатији род је Calathea, са око 300 врста. Биљке ове фамилије распрострањене су у тропским областима, али нису присутне у Аустралији. Центар настанка, али не и данашњег диверзитета, фамилије је Африка.
Значај фамилије лежи у могућности коришћења неких врста (попут Maranta arundinacea) у исхрани људи, као и у употреби неких врста као украсних биљака.

## Списак родова[3][4]
-{Afrocalathea K.Schum.
Ataenidia Gagnep.
Calathea G.Mey.
Cominsia Hemsl.
Ctenanthe Eichler
Donax Lour.
Halopegia K.Schum.
Haumania J.Leonard
Hylaeanthe A.M.E.Jonker & Jonker
Hypselodelphys (K.Schum.) Milne-Redh.
Ischnosiphon Korn.
Koernickanthe L.Andersson
Maranta L.
Marantochloa Brongn. ex Gris
Megaphrynium Milne-Redh.
Monophrynium K.Schum.
Monophyllanthe K.Schum.
Monotagma K.Schum.
Myrosma L.f.
Phacelophrynium K.Schum.
Phrynium Willd.
Pleiostachya K.Schum.
Sanblasia L.Andersson
Saranthe (Regel & Korn.) Eichler
Sarcophrynium K.Schum.
Schumannianthus Gagnep.
Stachyphrynium K.Schum.
Stromanthe Sond.
Thalia L.
Thaumatococcus Benth.
Thymocarpus Nicolson, Steyerm. & Sivad.
Trachyphrynium Benth.}-